# Đeneral Janković
Đeneral Janković (serb.- cyrylica Ђенерал Јанковић, alb. Elez Han lub Hani i Elezit) – miasto i gmina w południowym Kosowie, graniczące z Macedonią Północną (region Uroševac).